# Final Fantasy Tactics
Final Fantasy Tactics (ファイナルファンタジータクティクス Fainaru Fantajī Takutikusu?), usualmente abreviado FFT, es un videojuego de rol táctico desarrollado y publicado por Square Co., Ltd. para la consola de videojuegos Sony PlayStation. El juego es una variación de la saga de Square Enix Final Fantasy, y está dirigido a un tipo especial de jugadores, los inclinados a la estrategia. El juego se desarrolla en el ficticio reino llamado Ivalice, durante un período de guerras en que el protagonista, un joven de sangre noble llamado Ramza Beoulve, se ve envuelto en un mundo de intrigas políticas, mentiras religiosas y traiciones.
El juego combina elementos temáticos de otras ediciones de Final Fantasy con un sistema de juego y batalla nunca antes vistos en la saga. En contraste con muchos juegos de 32 bits, FFT se desarrolla en un ambiente rotacional tridimensional isométrico, con figuras en mapa de bits representando los personajes, escenas y paisajes.
En el 2003, fue lanzado para la consola portátil Nintendo Game Boy Advance un juego llamado Final Fantasy Tactics Advance, y en el 2006 se lanzó el título Final Fantasy XII para la consola PlayStation 2. Los tres juegos se desarrollan en un lugar llamado Ivalice (considerado país, región o mundo en los distintos juegos). Una versión mejorada del FFT, llamada Final Fantasy Tactics: The War of the Lions fue lanzada para PSP como parte del proyecto Ivalice Alliance. En el año 2008 se lanzó Final Fantasy Tactics A2: Grimoire of the Rift para Nintendo DS.

## Sistema de juego
Contrario al sistema típico de los juegos de la saga, en que dos equipos de adversarios aparecen uno frente al otro en un escenario de batalla genérico, en Final Fantasy Tactics las batallas se desarrollan en entramados isométricos tridimensionales, a través de los cuales todos los involucrados se pueden mover y utilizar posiciones estratégicas. El movimiento de los personajes así como las acciones ofensivas y defensivas que pueden realizar están determinados por las habilidades del personaje, el equipo utilizado y el trabajo o clase que poseen. Las batallas se desarrollan a través de turnos, cada personaje actuando cuando su CT (tiempo de carga, Charge Time en inglés) alcanza un valor numérico de 100; cada unidad de CT que pasa le permite a los personajes incrementar su conteo de CT en una cantidad numérica definida por su velocidad particular. Cada vez que un personaje realiza una acción de manera exitosa (excepto moverse) recibe puntos de experiencia (EXP) y puntos de trabajo (JP, de Job Points en inglés) que le permiten ir mejorando sus habilidades.
Otra diferencia respecto a otros juegos de rol es la forma en que las batallas aleatorias son generadas. Como en otros juegos, las batallas aleatorias ocurren en el mapa del mundo. Sin embargo, en Final Fantasy Tactics dicho mapa posee caminos predefinidos en los cuales hay locaciones. Cuando una localización está activa, lo que se representa por un punto rojo, un evento ocurrirá de manera obligatoria en cuanto el personaje llegue allí (algunos de estos eventos incluyen batallas, aunque también hay conversaciones y animaciones); cuando una localización está inactiva, representado por un punto verde, al pasar por ella se puede generar una batalla aleatoria. La excepción de esto son las ciudades o pueblos, en los que no se generan batallas aleatorias pero en los que siempre se pueden realizar actividades de compra y venta de artículos o unidades, accediendo a una lista de opciones propias de cada localización.
Otro aspecto distintivo del juego son los ataques mágicos. Algunos de los efectos mágicos no atacan a un solo objetivo, sino que atacan un área, en la cual todas las unidades reciben el efecto, sean aliadas o enemigas. Además, los efectos mágicos más poderosos requieren una gran cantidad de tiempo de carga, algunas veces de varios turnos. Además, los puntos de vida de los personajes o HP (Hit Points en inglés) son siempre visibles para el jugador, permitiéndole así desarrollar sus propias estrategias y modos de ataque. La excepción a esto último son los jefes, cuyos puntos de vida y de magia (MP, magic points en inglés) son siempre desconocidos.
Como algunos de los anteriores juegos de la saga, Final Fantasy Tactics utiliza un sistema de clases de personaje (llamados trabajos o jobs en inglés) que le permiten al jugador personalizar sus personajes en varios papeles, cuya utilidad varía al momento de la batalla. Durante el desarrollo de las mismas, los personajes reciben puntos de trabajo (JP, por sus siglas en inglés para Job-Points) los cuales se utilizan para aprender nuevas habilidades en las diferentes clases disponibles para el jugador.

### Trabajos
Los trabajos en Final Fantasy Tactics son las clases en las que se pueden desarrollar los personajes. Cada uno de ellos cuenta con habilidades especiales y exclusivas, las cuales se pueden mezclar para lograr personajes más eficientes. Las habilidades se adquieren a cambio de Puntos de Trabajo (job points en la versión en inglés), así como los niveles en cada clase, los cuales van del 1 al 8. Algunos trabajos tienen requerimientos mínimos de nivel de otros para estar abiertas a la utilización del jugador.
Además, cada clase posee 4 tipos de habilidades: primarias, de reacción, de apoyo y de movimiento. Las habilidades primarias son las habilidades básicas de cada clase, las que definen propiamente sus capacidades y su utilidad en el juego. Las habilidades de reacción ocurren solamente cuando son activadas por una reacción enemiga, se hacen a manera de respuesta o de contraataque. Las habilidades de apoyo mejoran al personaje en sí, permitiéndole realizar ciertas acciones o poseer ciertas habilidades de más. Las habilidades de movimiento mejoran directamente la forma o la cantidad de movimiento del personaje.
Cada personaje, al ser utilizado, puede escoger cinco habilidades. Una de apoyo, una de movimiento, una de reacción y dos primarias. El trabajo que se escoge para el personaje determina una de estas habilidades primarias, la cual por defecto es la habilidad primaria de dicho trabajo en sí; además, el jugador puede escoger una segunda habilidad primaria perteneciente a otra clase, lo cual efectivamente le permite realizar un doble papel a la hora de la batalla.
Cada unidad comienza con dos trabajos disponibles (escudero y alquimista), y conforme vayan aumentando los niveles van abriéndose a su disposición otros trabajos, con nuevas y diversas habilidades.

## Argumento
Final Fantasy Tactics es uno de los juegos de la serie con argumento más complejo y con una trama muy rica, que incluye docenas de personajes y relaciones entre estos.

### Escenario
La historia se desarrolla en el ficticio reino de Ivalice, un lugar donde los castillos y fuertes son el hogar de los nobles, la iglesia es un importante factor político social, y diversas facciones se disputan el dominio sobre el reino. Quien narra la historia es Alazlam, investigador que intenta reconstruir la verdad de todo lo acontecido durante la Guerra de los Leones.

### Personajes
El personaje principal se llama Ramza Beoulve, tercero más joven de cuatro hermanos. Es un joven consciente de la problemática social y política de su nación, y quien se mantiene aferrado al deseo de descubrir todo lo que está detrás de la guerra. A él se unen varios personajes, dentro de los cuales se cuenta a Delita Hyral, un muchacho de estirpe humilde y protegido de la familia Beoulve, cuya mayor preocupación es el bienestar de su hermana Tietra. Junto a ellos se halla Agrias Oaks, caballera encargada de la protección de la Princesa Ovelia (posible heredera al trono) y más de una docena de personajes que, por una u otra razón, se unen a la causa de Ramza.
También hay una gran cantidad de personajes no utilizables, envueltos todos en las diferentes intrigas que las variadas facciones llevan a cabo para controlar el reino. Las dos facciones más poderosas al principio de la historia son dirigidas por el Príncipe Goltanna y el Príncipe Larg, ambos interesados en controlar el trono al colocar en él a sus jóvenes protegidos, la Princesa Ovelia, de 16 años, y el Príncipe Orinas, de 3 años, respectivamente. La historia se complica cuando diferentes agentes de la Iglesia de Glabados entran en el juego político por controlar la tierra de Ivalice.
Todos los personajes fueron diseñados por Akihiko Yoshida, quien también se ha encargado del diseño de personajes de Final Fantasy Tactics Advanced, Final Fantasy XII y Vagrant Story, entre otros.
La historia de Final Fantasy Tactics da inicio con Ivalice recuperándose de los estragos causados por la Guerra de los 50 años contra Ordalía. Se produce un vacío de poder creado por la repentina muerte del rey Omdoria, lo que da lugar al inicio de un nuevo conflicto. La carrera para hacerse con el trono, encuentra a la princesa Ovelia, apoyada por el príncipe Goltana (del León Negro) y el joven príncipe Orinas, quien cuenta con la ayuda de la reina Ruvelia y su hermano, el príncipe Larg (del León Blanco). La tensión entre ambas facciones dará lugar a lo que más tarde se conocerá como La guerra de los Leones. Ambos bandos harán uso a todos los medios posibles para asegurar su lugar en el trono. Esto incluye hijos ilegítimos, el asesinato de otros posibles herederos, la traición y las identidades falsas.

## Desarrollo
Final Fantasy Tactics fue desarrollado en su mayoría por los equipos que desarrollaron los juegos tácticos de rol Ogre Battle y Tactics Ogre, y fue el primer proyecto de Yasumi Matsuno con la compañía Square luego de su salida de Quest, en 1995.
A la hora de desarrollar la traducción al inglés para lanzar el videojuego en el mercado estadounidense, los resultados obtenidos no fueron los mejores, haciendo que la historia fuera difícil de entender; asimismo, los nombres de los personajes y las locaciones son escritas de diferentes maneras a lo largo del desarrollo de la trama. El tutorial del juego contiene incluso frases mal redactadas y algunas veces incomprensibles.
El juego además hace referencia a una gran cantidad de personajes, lugares y situaciones de otros juegos de la saga Final Fantasy; incluso es posible, para el jugador, utilizar a Cloud Strife, personaje principal de Final Fantasy VII. En el sistema de proposiciones (en los que el jugador puede optar por realizar misiones extra a modo de mercenario) se pueden obtener tesoros y encontrar lugares fantásticos que hacen referencia tanto a la ya citada séptima entrega del juego como a versiones anteriores. Algunos de los monstruos del juego son recurrrentes en la saga, así como el nombre de algunos ítems, personajes secundarios y habilidades.

## Enlaces

### Internos
- Squaresoft
- Final Fantasy
- Videojuego de rol

- Datos: Q591378